# 박장식
박장식(1911년 1월 9일 ~ 2011년 5월 4일)은 원불교의 교역자였다. 원불교의 경전인 원불교 정전 저술에 참여한 사람 중 가장 늦게까지 생존했다.